# Balkonglövfly
Balkonglövfly, Caradrina gilva är en fjärilsart som beskrevs av Hugues-Fleury Donzel 1837. Balkonglövfly ingår i släktet Caradrina och familjen nattflyn, Noctuidae.  Arten har noterats i Sverige. Arten är ännu inte funnen i Finland. En underart finns listad i Catalogue of Life, Caradrina gilva orientalis Boursin, 1936.